# Жардецкайте, Кристина Александровна
Кристина Александровна Жардецкайте — советский литовский хозяйственный деятель, Герой Социалистического Труда.

## Биография
Родилась в 1940 году в Чеконишкесе. Член КПСС с 1967 года.
Окончила Вильнюсскую высшую партийную школу (1977).
В 1956—1959 — работница, в 1959—1967 — доярка Вильнюсского конного завода в Вильнюсском районе Литовской ССР.
В 1970—1973 — секретарь парткома колхоза «Ауророс» Вильнюсского района Литовской ССР.
В 1977—1991 — инструктор Вильнюсского райкома КП Литвы.
Указом Президиума Верховного Совета СССР от 22 марта 1966 года присвоено звание Героя Социалистического Труда с вручением ордена Ленина и золотой медали «Серп и Молот».
Жила в Литве.

## Награды и звания
- Герой Социалистического Труда (22.03.1966)
- Орден Ленина (22.03.1966)